# Günter Zahn
Günter Zahn   (Obernzell, 23 de març de 1954) és un atleta alemany, ja retirat, conegut popularment per la seva participació en els Jocs Olímpics d'Estiu de 1972.

## Biografia
Va néixer el 23 de març de 1954 a la ciutat d'Obernzell, població situada a l'estat de Baviera, que en aquells moments formava part de l'Alemanya Occidental i avui dia d'Alemanya.
Actiu durant la dècada del 1970 i del 1980 i campió juvenil dels 1500 metres, fou mundialment conegut per participar en la cerimònia inaugural dels Jocs Olímpics d'Estiu de 1972 realitzats a Múnic (Alemanya Occidental), on fou l'encarregat de realitzar l'encesa del peveter olímpic a l'Estadi Olímpic de Múnic.